# Erdmannsdorf (Gemeinde Gutau)
Erdmannsdorf ist eine Katastralgemeinde und Ortschaft in der Marktgemeinde Gutau im Bezirk Freistadt in Oberösterreich. Bis 1937 war Erdmannsdorf eine eigenständige Gemeinde. Die Ortschaft hat 289 Einwohner (Stand: 1. Jänner 2024).

## Geographie
Die Katastralgemeinde Erdmannsdorf erstreckt sich über eine Fläche von 2.244,82 ha. Sie ist Teil der Raumeinheit Aist-Naarn-Kuppenland und des Zählsprengels Gutau-Umgebung. Sie umfasst die Ortschaften Erdmannsdorf, Fürling, Nußbaum, Schallhof, Schnabling, Schöferhof und Stampfendorf. Zu den Bergen in der Katastralgemeinde zählen der Höllberg (784 m ü. A.) und die Wimmerhöhe (708 m ü. A.).
Zur Ortschaft Erdmannsdorf gehören 103 Adressen (Stand: 1. April 2020). Sie umfasst die gleichnamige Rotte Erdmannsdorf, den Weiler Kriegl und die zerstreuten Häuser Gsteinet sowie die Einzelhöfe Böcklhofer, Hofstätter-Silberhof, Kogler, Moritz und Schmidlehner.

## Geschichte
Im Jahr 1448 wurde ein „Zehent zu Ermannsdorff“ urkundlich erwähnt. 1514 wurde ein „Paul zu Ertmansdorf“ im Urbar von Schloss Hagenberg genannt. Erdmansdorf wird bis ins 18. Jahrhundert (1787) meist mit nur einem „n“ geschrieben. Der Ortsname leitet sich vom Personennamen Ortwīn oder möglicherweise von dessen jüngeren Formen Erchtman oder Erdmann ab.
Als Bürgermeister der eigenständigen Gemeinde Erdmannsdorf amtierten:
- vor 1860: Ratzinger
- 1860–1867: Franz Lamplmayr
- 1867–1870: Franz Wimberger
- 1870–1882: Josef Fischer
- 1882–1910: Josef Lamplmayr
- 1910–1912: Josef Atteneder
- 1912–1920: Johann Frühwirt
- ab 1920: Anton Wimberger[8]

Im Jahr 1930 hatte die Gemeinde 1100 Einwohner. Die oberösterreichische Landesregierung erließ am 26. Oktober 1936 eine Verordnung, wonach die weiterhin selbständigen Gemeinden Erdmannsdorf, Hundsdorf und Gutau zur „Verwaltungsgemeinschaft Gutau“ zusammengeschlossen wurden. Zugleich legte die Landesregierung ohne Einbindung der betroffenen Gemeinden einen Verteilungsschlüssel für die Ausgaben der Verwaltungsgemeinschaft zwischen den drei Gemeinden fest, woraufhin der Bundesgerichtshof nach einer Beschwerde der Gemeinde Erdmannsdorf die Verordnung am 10. November 1937 als gesetzwidrig aufhob. Bereits durch ein Gesetz des Landes Oberösterreich vom 27. Oktober 1937 mit Wirksamkeit ab 1. Jänner 1938 wurde die Selbstständigkeit der Ortsgemeinden Erdmannsdorf, Hundsdorf und Gutau beendet und diese zur neuen Marktgemeinde Gutau vereinigt.
Laut Adressbuch von Österreich waren im Jahr 1938 in Erdmannsdorf ein Gastwirt mit Gemischtwarenhandlung, eine Mühle, ein Schmied, ein Wagner, ein Wasenmeister und mehrere Landwirte ansässig.

## Kultur und Sehenswürdigkeiten

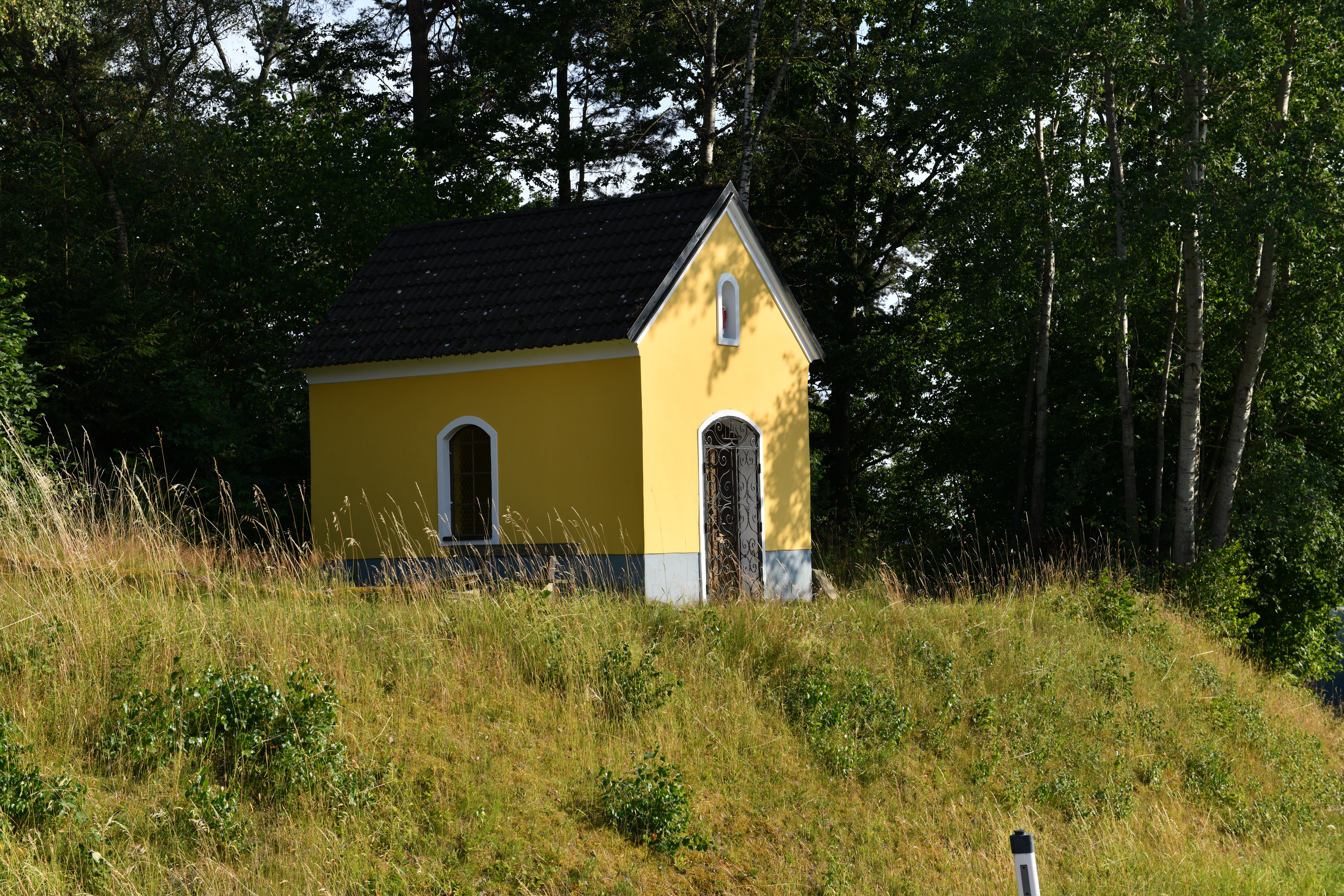
Giebelkapelle südlich der Rotte Erdmannsdorf

Die Rotte Erdmannsdorf hat den Charakter eines Straßenweilers mit umliegenden Einzelhöfen. Der Hof Bäck in Erdmannsdorf (Erdmannsdorf Nr. 2) ist ein Einspringerhof, in dessen Stube ein geschnitzter Rüstbaum mit der Jahreszahl 1794 bezeichnet ist. Der Dreiseithof Schmied (Erdmannsdorf Nr. 4) weist einen ehemaligen Hausstock aus der ersten Hälfte des 19. Jahrhunderts auf. Der Vierseithof Gusner (Erdmannsdorf Nr. 8) wurde urkundlich 1418 erwähnt. Seine Bauteile stammen vom Ende des 18. Jahrhunderts. Seine mit Stuck dekorierten Fassaden weisen eine Pilaster- und Gesimsgliederung auf und sind mit der Jahreszahl 1796 bezeichnet. Auf Türstöcken finden sich die Jahreszahlen 1791 und 1794. Auf einem Rüstbaum an der geschnitzten Holzdecke der Stube ist die Jahreszahl 1796 angebracht. Der 1422 urkundlich erwähnte Dreiseithof Unterhöller (Erdmannsdorf Nr. 16) besitzt einen ehemaligen Hausstock mit Biedermeier-Fassadengliederung, auf der die Jahreszahl 1823 vermerkt ist. Auf dem Rüstbaum in seiner Stube war angeblich die Jahreszahl 1824 zu lesen, die jedoch aufgrund von Verputzung nicht mehr sichtbar ist. Der Hof Riener (Erdmannsdorf Nr. 26) wurde urkundlich um 1270 erwähnt und war einmal ein Vierkanter, von dem nur zwei Flügel erhalten sind. In seinem Vorhaus gibt es eine barocke Stichkappentonne und auf der Holzdecke der Stube einen geschnitzten und mit der Jahreszahl 1837 versehenen Rüstbaum. Der Vierkanthof Schmiedlehner (Erdmannsdorf Nr. 19) wurde urkundlich 1418 erwähnt. Auf einem Rüstbaum an der Holzdecke der Stube ist die Jahreszahl 1811 angebracht. Ein mit Reliefs versehener Türstock ist mit der Jahreszahl 1863 bezeichnet. Der Stall weist ein Kappengewölbe aus dem 19. Jahrhundert auf. Der Stadel, die Wagenhütte und der Futterboden stammen überwiegend aus der zweiten Hälfte des 19. Jahrhunderts.
Die Höllberghütte am Fuß des gleichnamigen Bergs ist eine 2006 errichtete Rundholzhütte, die als Veranstaltungsstätte und für Übungen der Freiwilligen Feuerwehr Erdmannsdorf dient. Südlich der Rotte Erdmannsdorf steht eine um 1900 erbaute Giebelkapelle. Eine Nischenkapelle bei Erdmannsdorf Nr. 14 wurde Ende des 19. Jahrhunderts errichtet. Ein Tabernakelpfeiler bei Erdmannsdorf Nr. 16 stammt aus dem 17. Jahrhundert.

## Verkehr

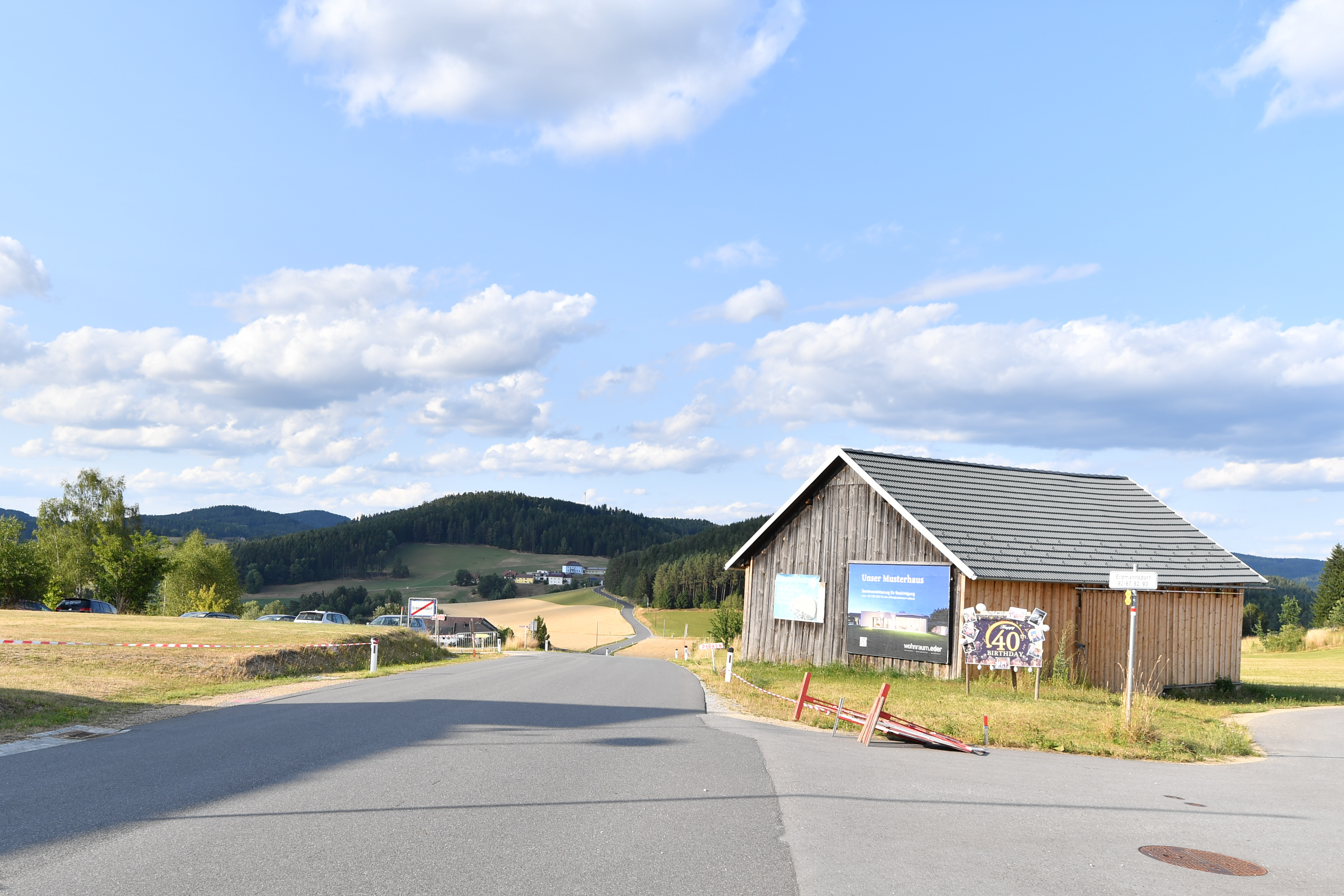
L1478 (Maria-Bründl-Straße) in Erdmannsdorf

Durch die Katastralgemeinde verlaufen die Landesstraßen L1472 (Gutauer Straße), L1473 (Punkenhofer Straße), L1474 (Kefermarkter Straße) und L1478 (Maria-Bründl-Straße).